# Walter Biese
Walter August Wilhelm Biese (* 24. Juli 1895 in Berlin; † 9. Juni 1960 in Chile) war ein deutscher Paläontologe, Höhlenforscher und Geologe.

## Leben
Biese war gelernter Schriftsetzer, besuchte das Abendgymnasium und studierte Paläontologie in Berlin, wo er 1927 bei Josef Felix Pompeckj über Encriniden des Unteren Muschelkalks von Mitteldeutschland promoviert wurde.
Er war von 1929 bis zur vermutlich zwangsweisen Entfernung aus politischen Gründen bei der Preußischen Geologischen Landesanstalt (PGLA). Als aktiver Sozialdemokrat war er den Nationalsozialisten nicht genehm. 1934 emigrierte er über die Schweiz und Frankreich nach Chile, wo er 1937 ankam und als Bergbaugeologe arbeitete. Er betrieb auch noch Höhlenforschung in der Schweiz (1935 Höhlenkataster der Schweiz im Auftrag der ETH Zürich mit 450 Höhlen) und Chile (Marmorkarst auf der Insel Diego de Almagro). Ende der 1950er Jahre besuchte er nochmals Deutschland.
Biese gilt als Pionier der Erforschung der Entstehung der Gips- und Anhydrithöhlen im Südharz und Kyffhäuser. Er unterschied Kluft-, Laug- und Quellungshöhlen und übertrug die 1913 am Kalkberg in Bad Segeberg (Laughöhle im Gips) entwickelte Theorie von Karl Gripp auf den Südharz. Die erste Monographie dazu über Gipskarsthöhlen im Harz und Kyffhäuser erschien 1931. Im Folgeband von 1933 dehnte er das Untersuchungsgebiet aus (Kalkhöhlen im Rheinland, Harz, Ostalpen wie Dachstein-Rieseneishöhle, Dachstein-Mammuthöhle, Slowenien) und widerlegte die Höhlenflußtheorie von Hermann Bock. Statt durch hypothetische Höhlenflüsse sah er das Gewölbe als natürliches, statisch stabiles Produkt von Verbrüchen aufgrund des Gebirgsdrucks. Seinerzeit wurde diese Auffassung in Deutschland heftig kritisiert und führte zu persönlichen Feindschaften, setzte sich aber später durch.
1932 eröffnete er eine Forschungsstation in der Hermannshöhle in Rübeland, in der er Grottenolme ansiedelte. Das war die erste deutsche speläologische Forschungsstation, die bis etwa von 1934 von ihm unterhalten wurde.
1959 wurde Walter Biese Ehrenmitglied des Verbands deutscher Höhlen- und Karstforscher. 1930 wurde der Biese-Schacht im Iberg (Harz) nach ihm benannt.
Biese war Felskletterer. Pfingsten 1921 weilte Walter Biese in der Sächsischen Schweiz. In der Seilschaft mit Otto Dietrich (ein bedeutender klettersportlicher Erschließer im Elbsandsteingebirge) war er am Schwarzschlüchteturm (Pfingstweg) und am Kampfturm (Pfingstweg) an Erstbegehungen beteiligt. In den „Mitteilungen des Sächsischen Bergsteigerbundes“ (November 1921) berichtete er unter „Der Pfingstweg“ darüber.

## Schriften
- Ueber die Encriniten des unteren Muschelkalkes von Mitteldeutschland. In: Abhandlungen der Preußischen Geologischen Landesanstalt. Neue Folge, Heft 103, Berlin 1927
- Über Höhlenbildung I: Entstehung der Gipshöhlen am südlichen Harzrand und am Kyffhäuser. In: Abhandlungen der Preußischen Geologischen Landesanstalt. Neue Folge Heft 137, 1931.
- Über Höhlenbildung II: Entstehung von Kalkhöhlen (Rheinland, Harz, Ostalpen, Karst). In: Abhandlungen der Preußischen Geologischen Landesanstalt. Neue Folge, Heft 146, 1933.
- Über Tropfstein- und Sinterbildung. In: Speläologisches Jahrbuch. 13/14, 1933, S. 84–93
- Kataster der Schweizer Höhlen. 1935, Online